# (500435) 2012 TY154
(500435) 2012 TY154 es un asteroide perteneciente al cinturón de asteroides, descubierto el 16 de octubre de 2007 por el equipo del Mount Lemmon Survey desde el Observatorio del Monte Lemmon, Arizona, Estados Unidos.

## Designación y nombre
Designado provisionalmente como 2012 TY154.

## Características orbitales
2012 TY154 está situado a una distancia media del Sol de 3,039 ua, pudiendo alejarse hasta 3,378 ua y acercarse hasta 2,700 ua. Su excentricidad es 0,111 y la inclinación orbital 11,52 grados. Emplea 1935,72 días en completar una órbita alrededor del Sol.

## Características físicas
La magnitud absoluta de 2012 TY154 es 16,7.